# Олга Јовановић (пијаниста, 1925)
Олга Јовановић (Београд, 1925 – 2003) била је српска пијанисткиња и клавирски педагог, значајна личност у музичком животу Србије током 20. века. Била је позната као концертна уметница и као професорка која је утицала на генерације музичара.

## Биографија и образовање
Рођена је у Београду 1925. године. Дипломирала је клавир 1948. године на Музичкој академији у Београду (данас Факултет музичке уметности) у класи професора Емила Хајека. Емил Хајек, пијаниста и клавирски педагог чешког порекла, био је утицајна личност у музичком образовању у Београду, а Олга Јовановић се убраја међу истакнуте пијанисте и педагоге који су проистекли из његове школе. Олга Јовановић је била једна од оснивача и председница "Меморијала Емил Хајек", награде намењене најбољем дипломираном пијанисти на Факултету музичке уметности. Преминула је 2003. године.

## Уметничка каријера

### Концертна делатност
Олга Јовановић је током каријере била активна као концертна пијанисткиња. Гостовала је у Совјетском Савезу 1969. године, где су њени наступи били веома позитивно оцењени. Критика у "Волгоградској правди" истакла је њену уметност као "целовиту и убедљиву".
Њен репертоар обухватао је значајна дела пијанистичке литературе. Посебно се истиче њено извођење Првог клавирског концерта Јоханеса Брамса, за које је 1966. године добила Октобарску награду града Београда. Посвећивала је пажњу извођењу и снимању дела српских композитора. На YouTube каналу постоји плејлиста под називом "Olga Jovanović (piano) playing Serbian composers" која садржи снимке дела Љубице Марић (Византијски концерт), Марка Тајчевића (Пет прелудијума), Властимира Перичића (Соната за клавир), Милутина Раденковића (Дванаест прелида) и Миховила Логара (Танго).

### Снимци
Објавила је ЛП албум "Олга Јовановић" за ПГП РТБ 1978. године (каталошки број ЛП 22 2543). На албуму се налазе дела Фредерика Шопена (Grande Polonaise Brillante Es-dur Op. 22, Скерцо H-moll Op. 20 и Балада F-dur Op. 38), као и "Шест Игара За Клавир" и три Етиде (композитори за ове игре и етиде нису експлицитно наведени на омоту плоче доступном на Discogs-у). Њени наступи сачувани су и у архивама Радио Београда.

## Педагошки рад
Олга Јовановић је била професорка на Факултету музичке уметности (ФМУ) у Београду од 1978. до 1990. године. Бивша студенткиња је истакла да јој је професорка Јовановић "дала много знања".
Као што је поменуто, била је једна од оснивача и председница "Меморијала Емил Хајек" на ФМУ.
За свој педагошки рад добила је признања:
- Повеља Удружења музичких педагога Социјалистичке Републике Србије (1979) "за изузетан допринос развоју музичке педагогије".[2]
- Сребрна плакета Универзитета уметности (1991).[2]

## Награде и признања (избор)
- Октобарска награда града Београда (1966) – за интерпретацију Првог клавирског концерта Јоханеса Брамса.[2]
- Повеља Удружења музичких педагога СР Србије (1979).[2]
- Сребрна плакета Универзитета уметности (1991).[2]